# Liste der Darsteller in Andor
Dieser Artikel umfasst eine Übersicht aller Haupt-, Neben- und Gastdarsteller der US-amerikanischen Fernsehserie Andor, die von 2022 bis 2025 auf dem Streamingdienst Disney+ erstveröffentlicht wurde.

## Haupt- und Nebendarsteller

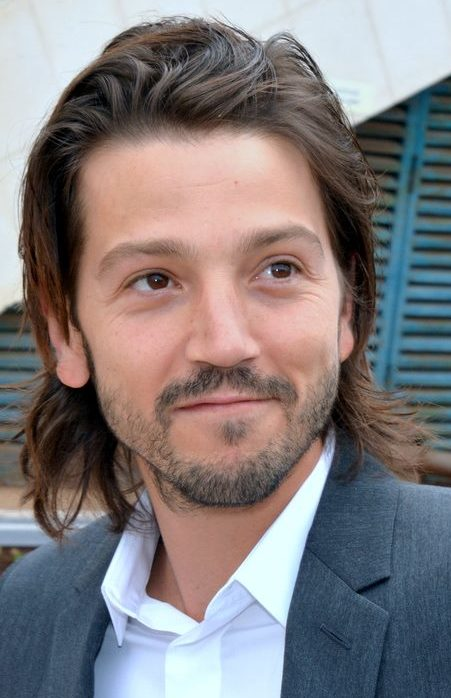
Hauptdarsteller Diego Luna, 2016

| Rollenname                   | Schauspieler                            | Hauptrolle (Episoden)                                 | Wiederkehrende Nebenrolle (Episoden)             | Gastrolle (Episoden)  | Synchronsprecher         |
| ---------------------------- | --------------------------------------- | ----------------------------------------------------- | ------------------------------------------------ | --------------------- | ------------------------ |
| Cassian Jeron Andor / Kassa  | Diego Luna                              | 1.01–2.09, 2.11–2.12                                  |                                                  |                       | Marcel Collé             |
| Cassian Jeron Andor / Kassa  | Antonio Viña (Rückblick als Kind)       |                                                       |                                                  | 1.01–1.03             | – 1                      |
| Cassian Jeron Andor / Kassa  | Lucas Bond (Rückblick als Jugendlicher) |                                                       |                                                  | 1.07, 1.12            | –2                       |
| Syril Karn                   | Kyle Soller                             | 1.01–1.05, 1.07–1.09, 1.11–1.12, 2.02–2.08            |                                                  |                       | Tim Kreuer               |
| Bix Caleen                   | Adria Arjona                            | 1.01–1.03, 1.07–1.09, 1.11–2.07, 2.09, 2.12           |                                                  |                       | Giuliana Jakobeit        |
| Luthen Rael / „Axis“         | Stellan Skarskård                       | 1.02–1.08, 1.10–2.06, 2.09–2.10                       |                                                  |                       | Douglas Welbat           |
| Maarva Carassia Andor        | Fiona Shaw                              | 1.02–1.03, 1.07–1.08, 1.12                            |                                                  |                       | Kerstin Sanders-Dornseif |
| ISB-Supervisorin Dedra Meero | Denise Gough                            | 1.04–2.08, 2.10–2.12                                  |                                                  |                       | Flavia Vinzens           |
| Senatorin Mon Mothma         | Genevieve O’Reilly                      | 1.04–2.04, 2.06–2.07, 2.09, 2.12                      |                                                  |                       | Alexandra Lange          |
| Vel Sartha                   | Faye Marsay                             | 1.04–1.09, 1.11–2.03, 2.06–2.07, 2.09, 2.12           |                                                  |                       | Nadine Heidenreich       |
| Cinta Kaz                    | Varada Sethu                            | 1.04–1.08, 1.10–1.12, 2.03, 2.06                      |                                                  |                       | Franziska Trunte         |
| Kleya Marki                  | Elizabeth Dulau                         | 1.04–1.08, 1.10–1.11, 2.01–2.03, 2.05–2.06, 2.09–2.12 |                                                  |                       | Moira May                |
| Kleya Marki                  | April V. Woods (Rückblick als Kind)     | 2.10                                                  |                                                  |                       | Aysa Tolaz               |
| Wilmon „Wil“ Paak            | Muhannad Ben Amor                       | 2.01–2.05, 2.07–2.09, 2.11–2.12                       |                                                  | 1.01–1.03, 1.08, 1.12 | Linus Drews              |
| Direktor Orson Krennic       | Ben Mendelsohn                          | 2.01, 2.06, 2.11–2.12                                 |                                                  |                       | Torsten Michaelis        |
| Saw Gerrera                  | Forest Whitaker                         | 2.04–2.05, 2.12                                       | 1.08, 1.11                                       |                       | Tobias Meister           |
| Senator Bail Organa          | Benjamin Bratt                          | 2.06, 2.09, 2.12                                      |                                                  |                       | Tom Vogt                 |
| K-2SO                        | Alan Tudyk (Stimme & Motion-Capture)    | 2.09, 2.11–2.12                                       |                                                  |                       | Florian Halm             |
| Brasso                       | Joplin Sibtain                          |                                                       | 1.01–1.03, 1.08, 1.11–2.03                       |                       | Daniel Welbat            |
| Timm Karlo                   | James McArdle                           |                                                       | 1.01–1.03                                        |                       | Fabian Kluckert          |
| Pre-Mor-Chefinspektor Hyne   | Rupert Vansittart                       |                                                       | 1.01, 1.04                                       |                       | Ernst Meincke            |
| Linus Mosk                   | Alex Ferns                              |                                                       | 1.02–1.04, 1.11–1.12                             |                       | Dirc Simpson             |
| Clem Andor                   | Gary Beadle                             |                                                       | 1.03, 1.07, 1.12                                 |                       | Sven Gerhardt            |
| Karis Nemik                  | Alex Lawther                            |                                                       | 1.04–1.06, 1.11–1.12                             | 2.12                  | Jonas Lauenstein         |
| Arvel Skeen                  | Ebon Moss-Bachrach                      |                                                       | 1.04–1.06                                        |                       | Uve Teschner             |
| Taramyn Barcona              | Gershwyn Eustace Jnr                    |                                                       | 1.04–1.06                                        |                       | Thomas Wenke             |
| Lieutenant Gorn              | Sule Rimi                               |                                                       | 1.04–1.06                                        |                       | Tim Moeseritz            |
| Perrin Fertha                | Alastair Mackenzie                      |                                                       | 1.04–1.05, 1.07–1.09, 1.12–2.03, 2.06, 2.12      |                       | Boris Tessmann           |
| Eedy Karn                    | Kathryn Hunter                          |                                                       | 1.04–1.05, 1.07, 1.09, 1.11, 2.03–2.05, 2.08     |                       | Karin David              |
| ISB-Major Lio Partagaz       | Anton Lesser                            |                                                       | 1.04, 1.06–1.10, 1.12–2.02, 2.04–2.08, 2.10–2.12 |                       | Detlef Gieß              |
| Kommandant Jayhold Beehaz    | Stanley Townsend                        |                                                       | 1.06                                             |                       | Klaus-Dieter Klebsch     |
| Tay Kolma                    | Ben Miles                               |                                                       | 1.07–1.10, 2.01–2.03                             |                       | Uwe Büschken             |
| Ruescott Melshi              | Duncan Pow                              |                                                       | 1.08–1.11, 2.09, 2.11–2.12                       |                       | Björn Schalla            |
| Kino Loy                     | Andy Serkis                             |                                                       | 1.08–1.10                                        |                       | Lutz Schnell             |
| Davo Sculdun                 | Richard Dillane                         |                                                       | 1.10, 1.12–2.03, 2.05–2.06                       |                       | Pierre Peters-Arnolds    |
| Gerdis                       | Sam Gilroy                              |                                                       | 2.01–2.02                                        |                       | Fabian Oscar Wien        |
| Bardi                        | Benjamin Norris                         |                                                       | 2.01–2.02                                        |                       | Nicolas Rathod           |
| Carro Rylanz                 | Richard Sammel                          |                                                       | 2.04–2.08                                        |                       | Richard Sammel           |
| Lezine                       | Thierry Godard                          |                                                       | 2.04, 2.06–2.08                                  |                       | – 1                      |
| Attendant / Supervisor Heert | Jacob James Beswick                     |                                                       | 2.04, 2.06, 2.10–2.12                            | 1.04–1.11             | Benjamin Kiesewetter     |
| Supervisor Lonni Jung        | Robert Emms                             |                                                       | 2.04, 2.06, 2.10                                 | 1.04, 1.06–1.10, 1.12 | Marco Rosenberg          |
| Captain Kaido                | Jonjo O’Neill                           |                                                       | 2.07–2.08                                        |                       | Armin Schlagwein         |
| General Davits Draven        | Alistair Petrie                         |                                                       | 2.07, 2.09, 2.11–2.12                            |                       | Peter Flechtner          |

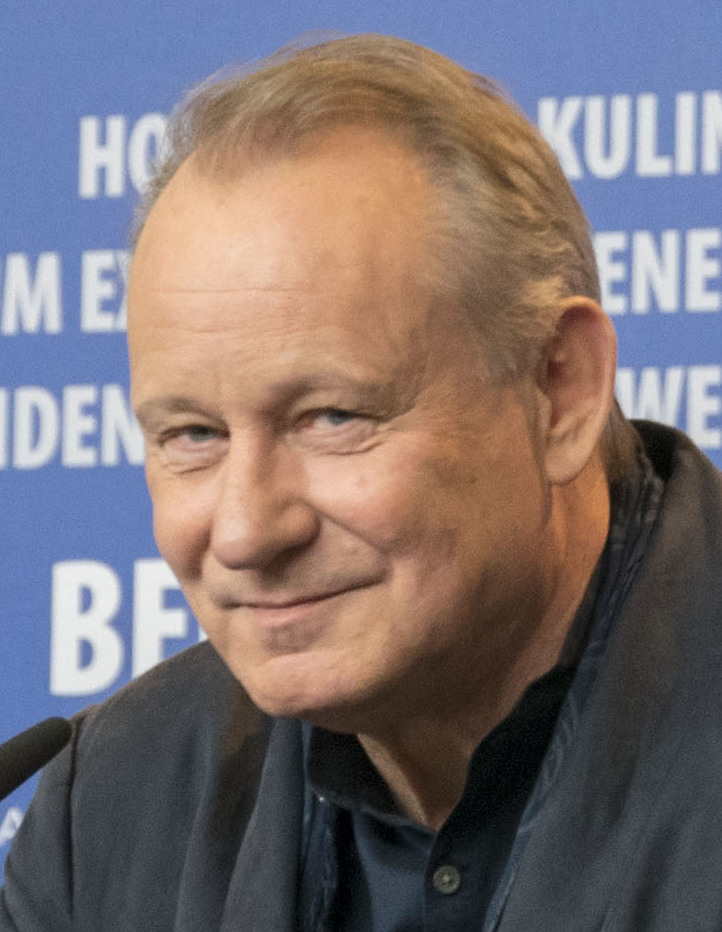
Stellan Skarsgard, 2017
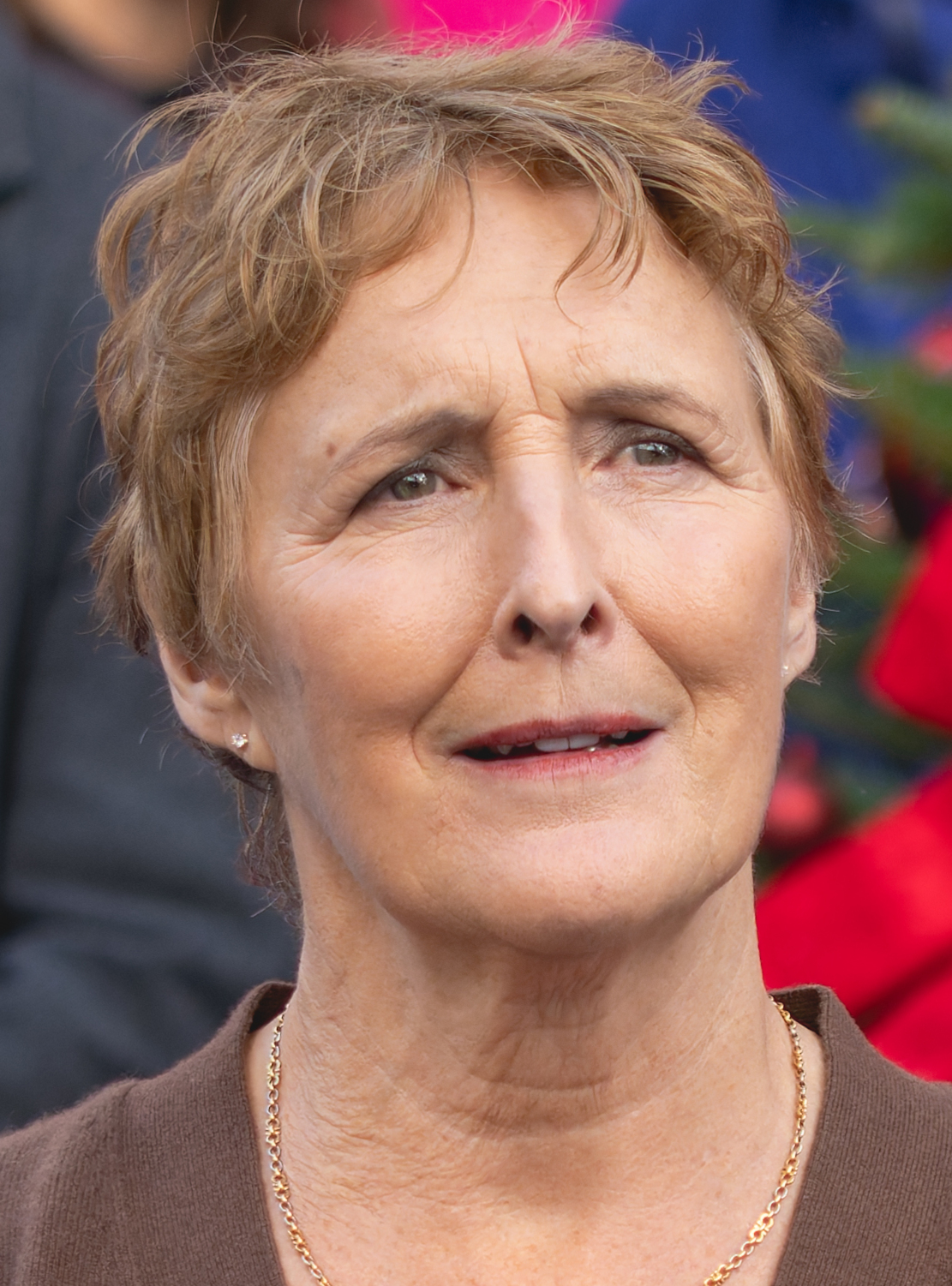
Fiona Shaw, 2024
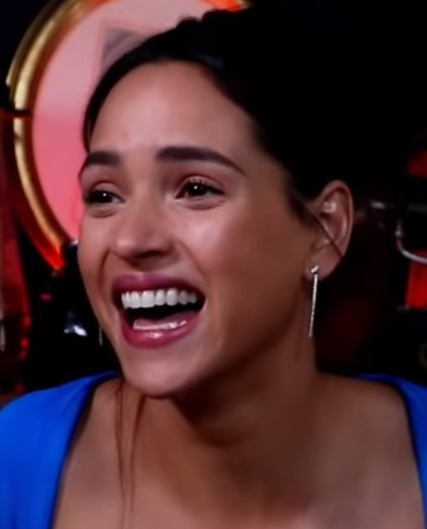
Adria Arjona, 2022
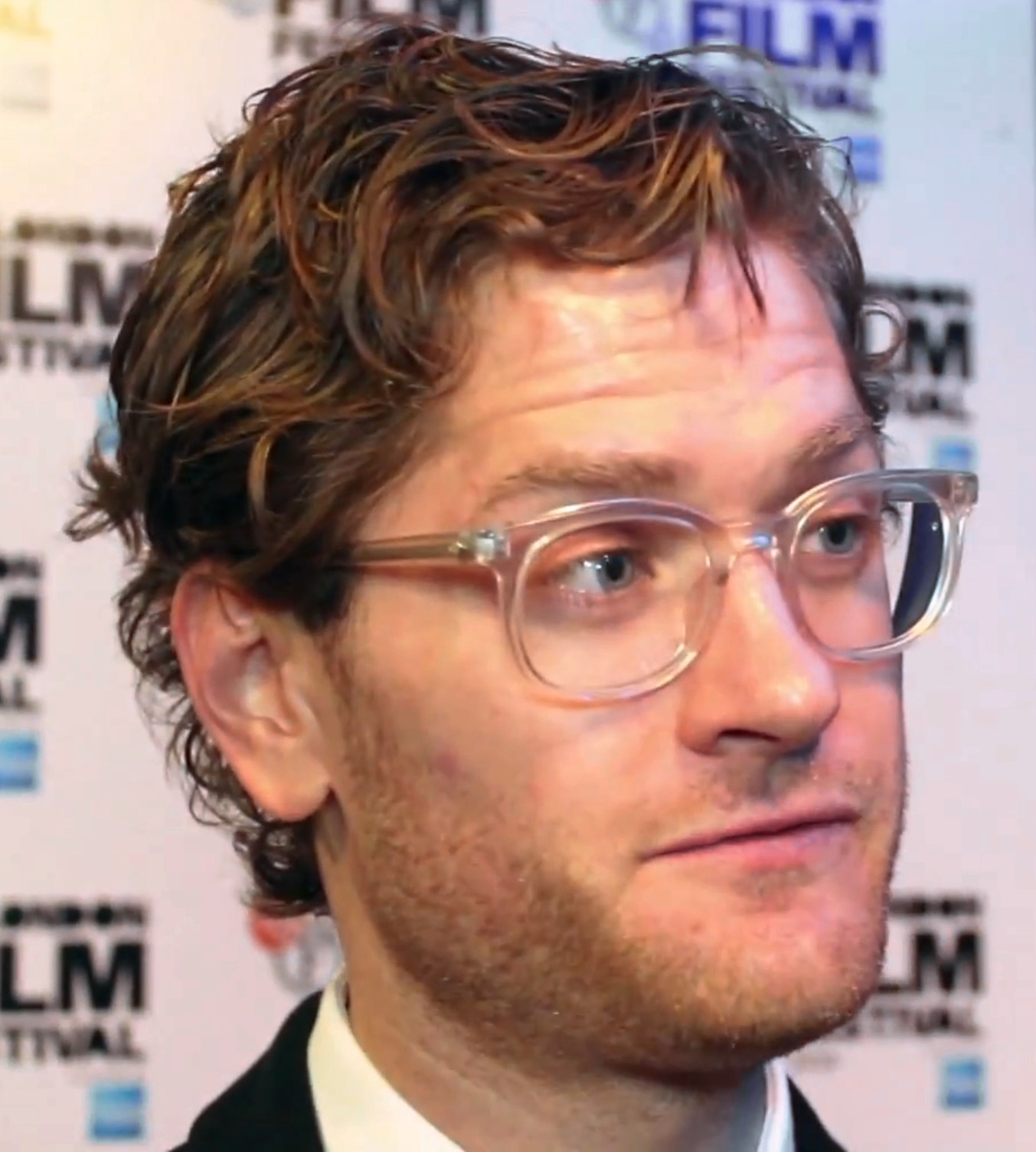
Kyle Soller, 2014
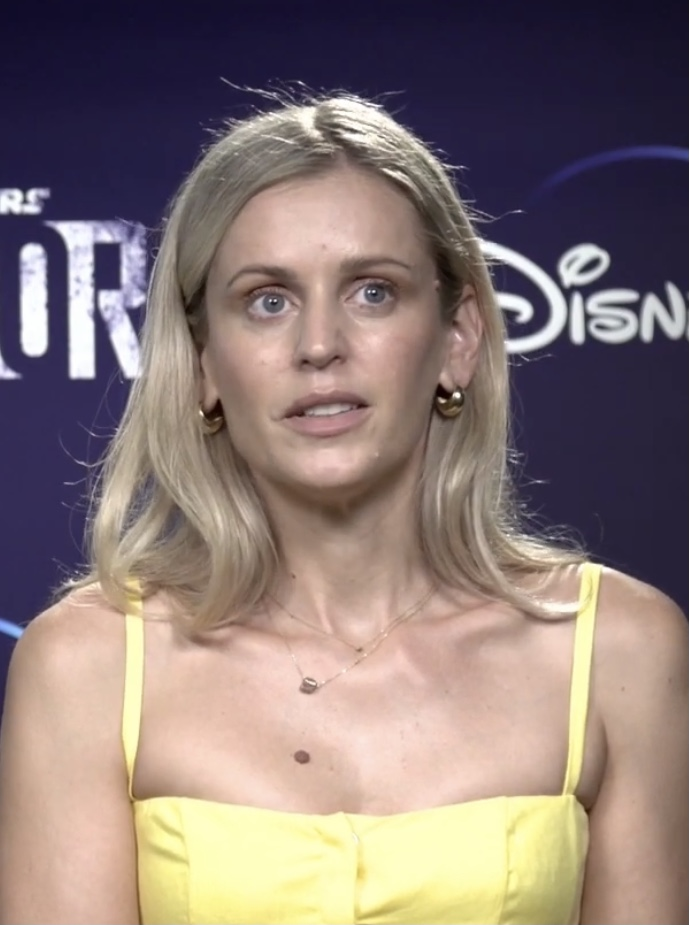
Denise Gough, 2022
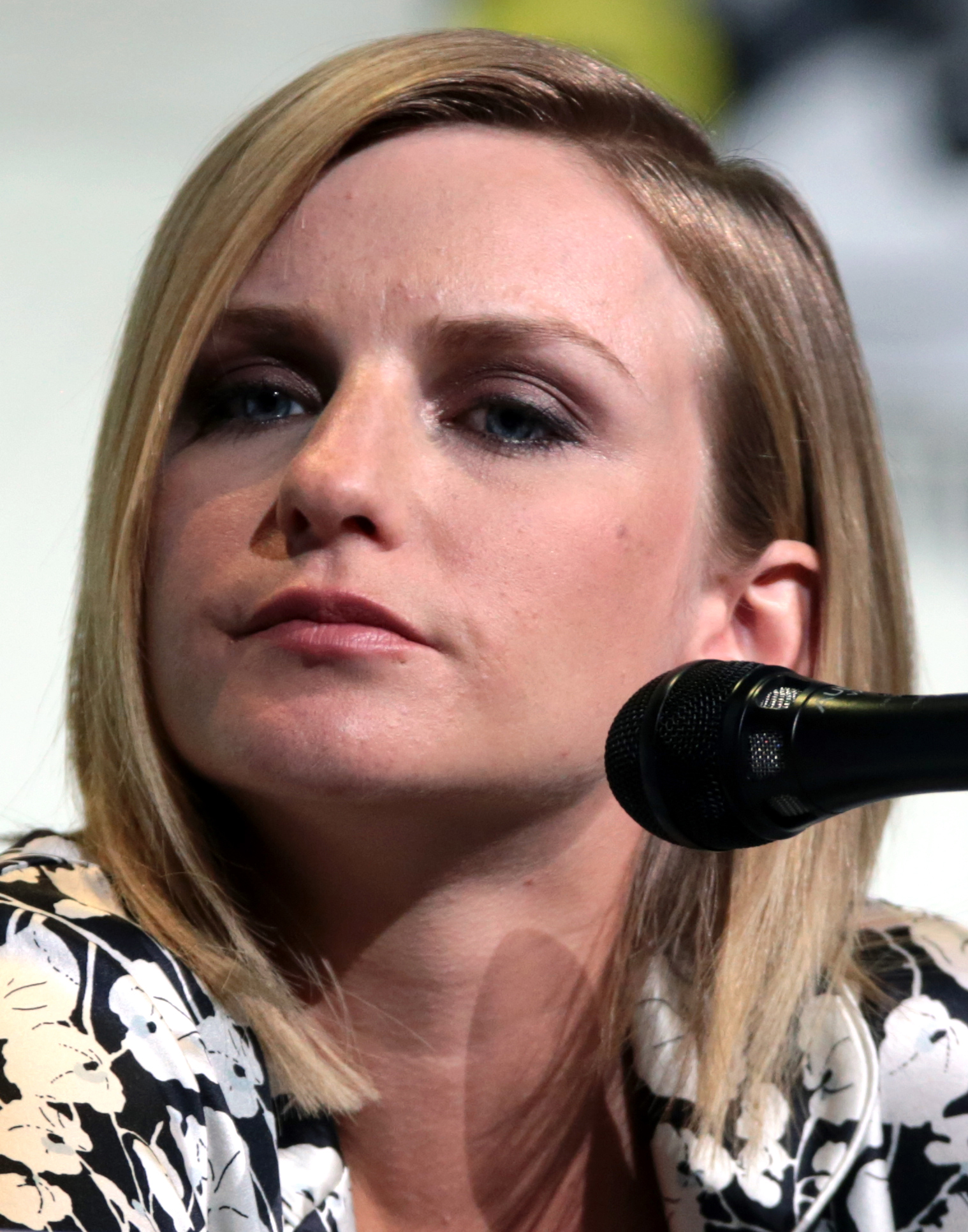
Faye Marsay, 2016
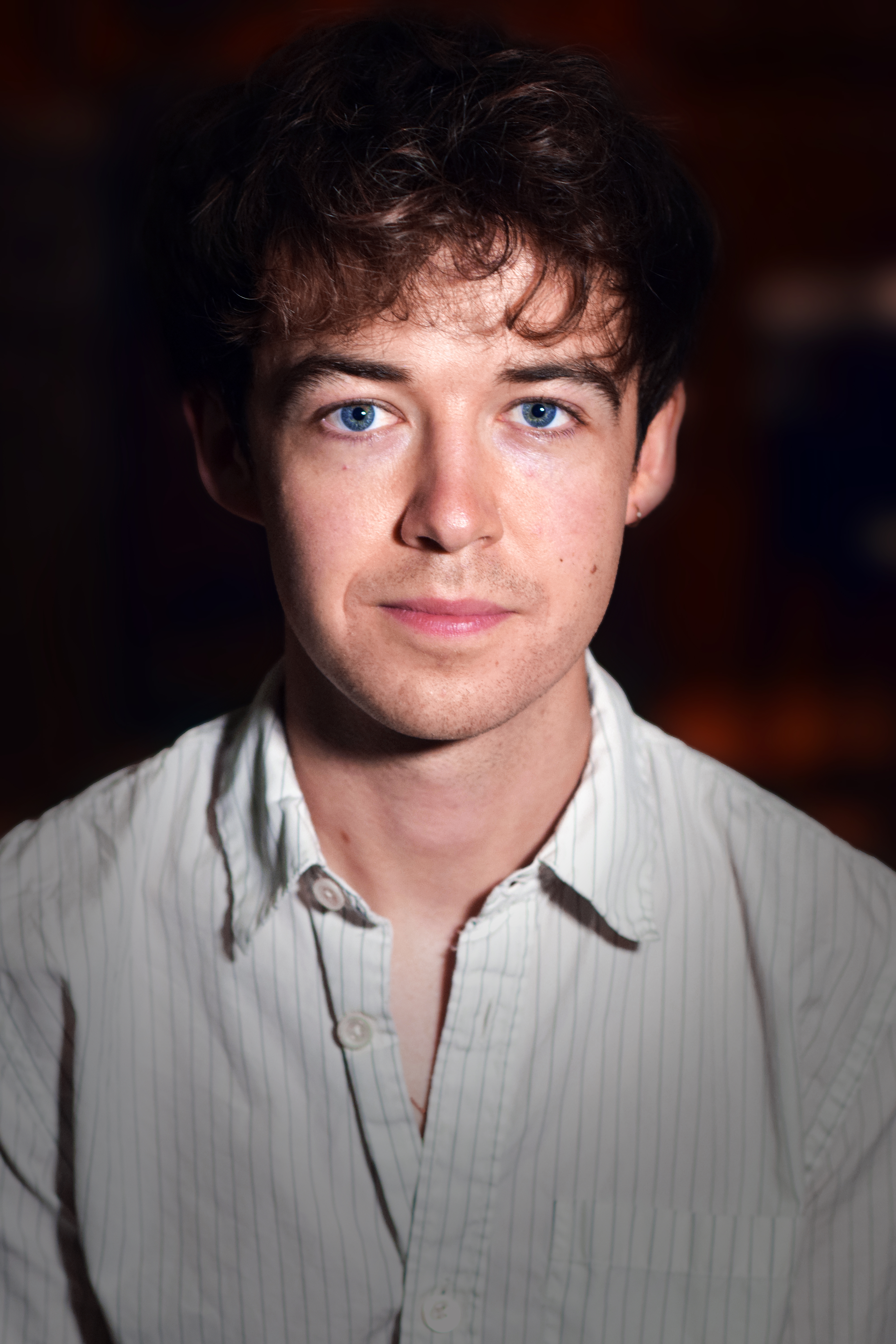
Alex Lawther, 2022
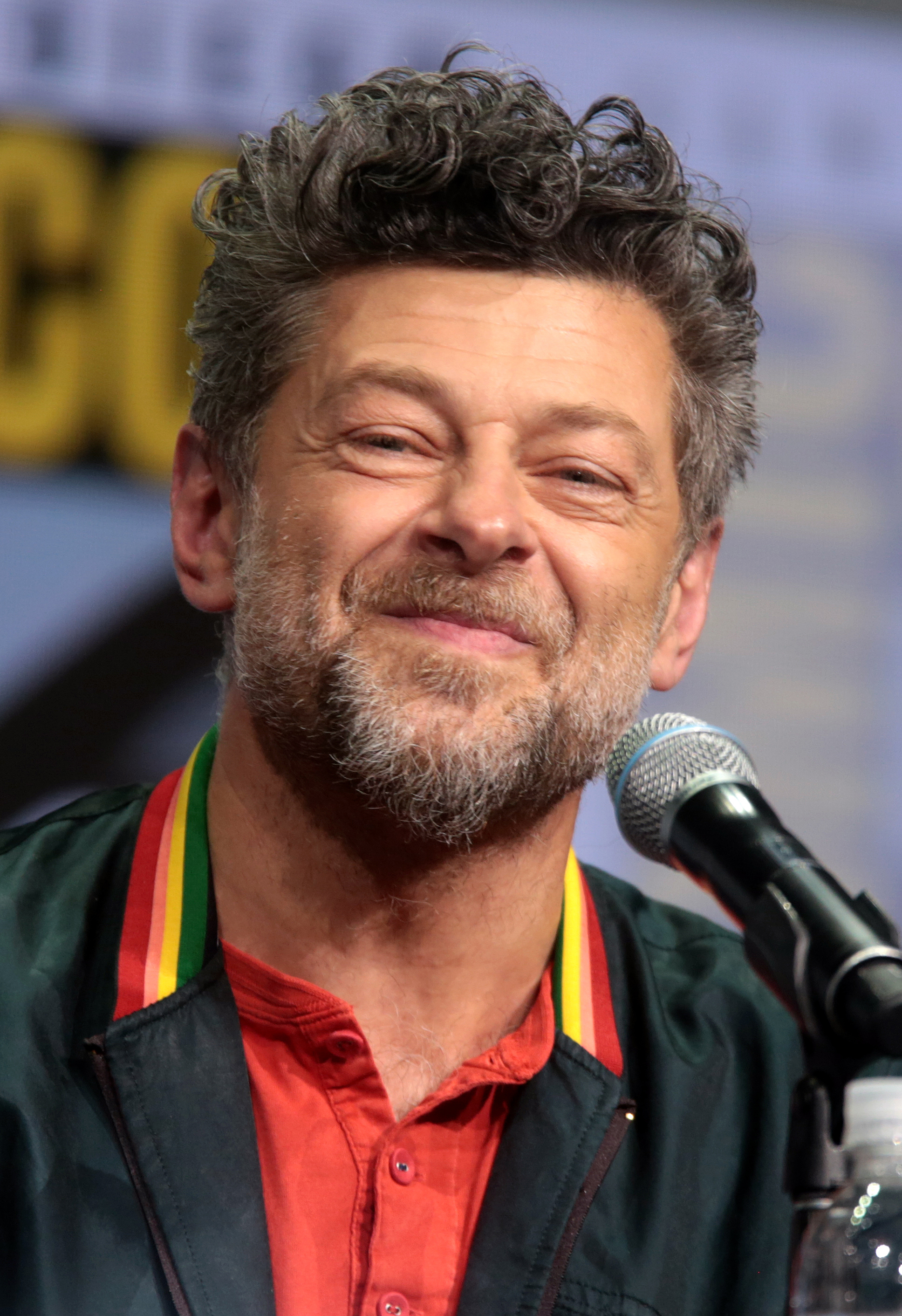
Andy Serkis, 2013
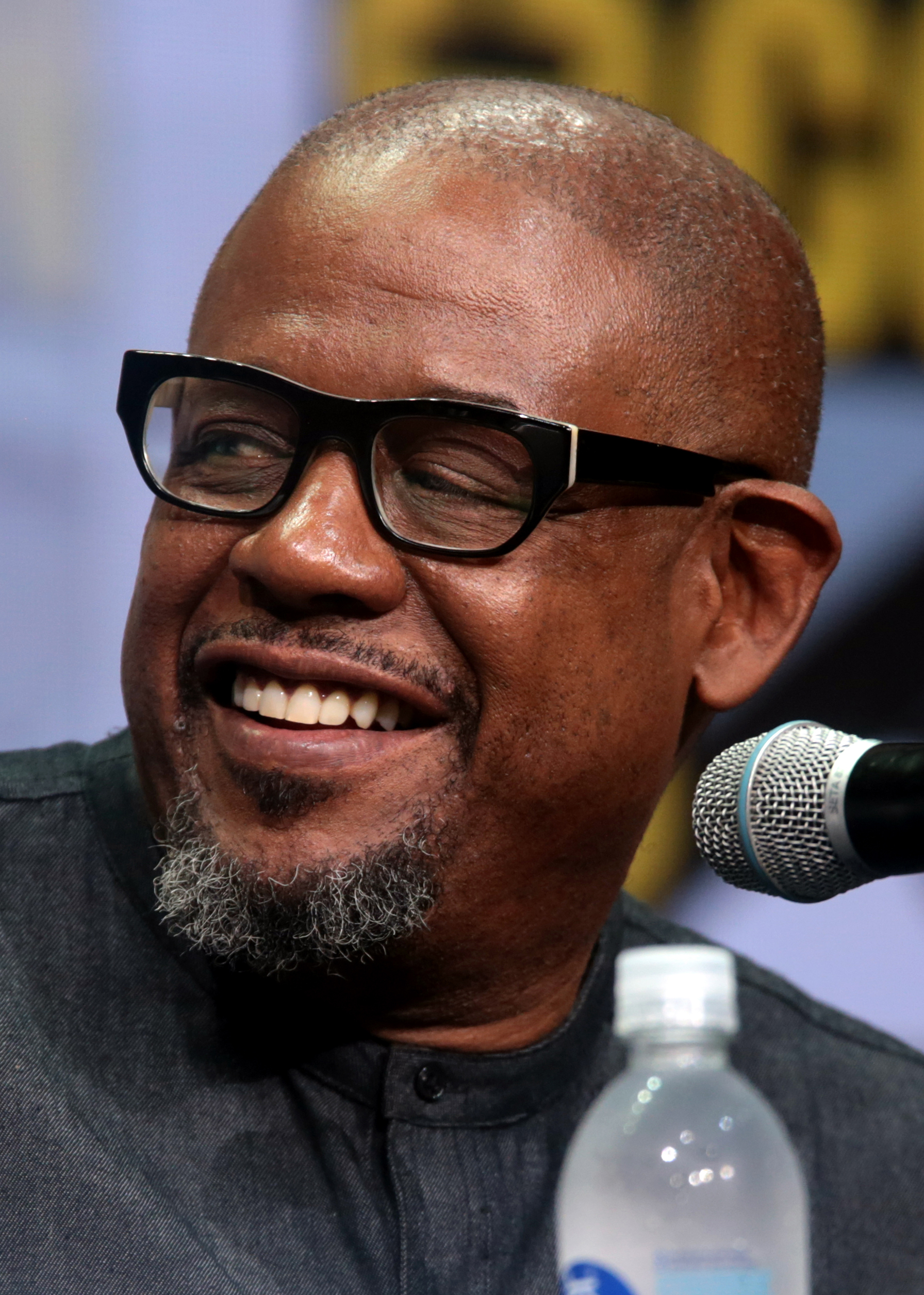
Forest Whitaker, 2017
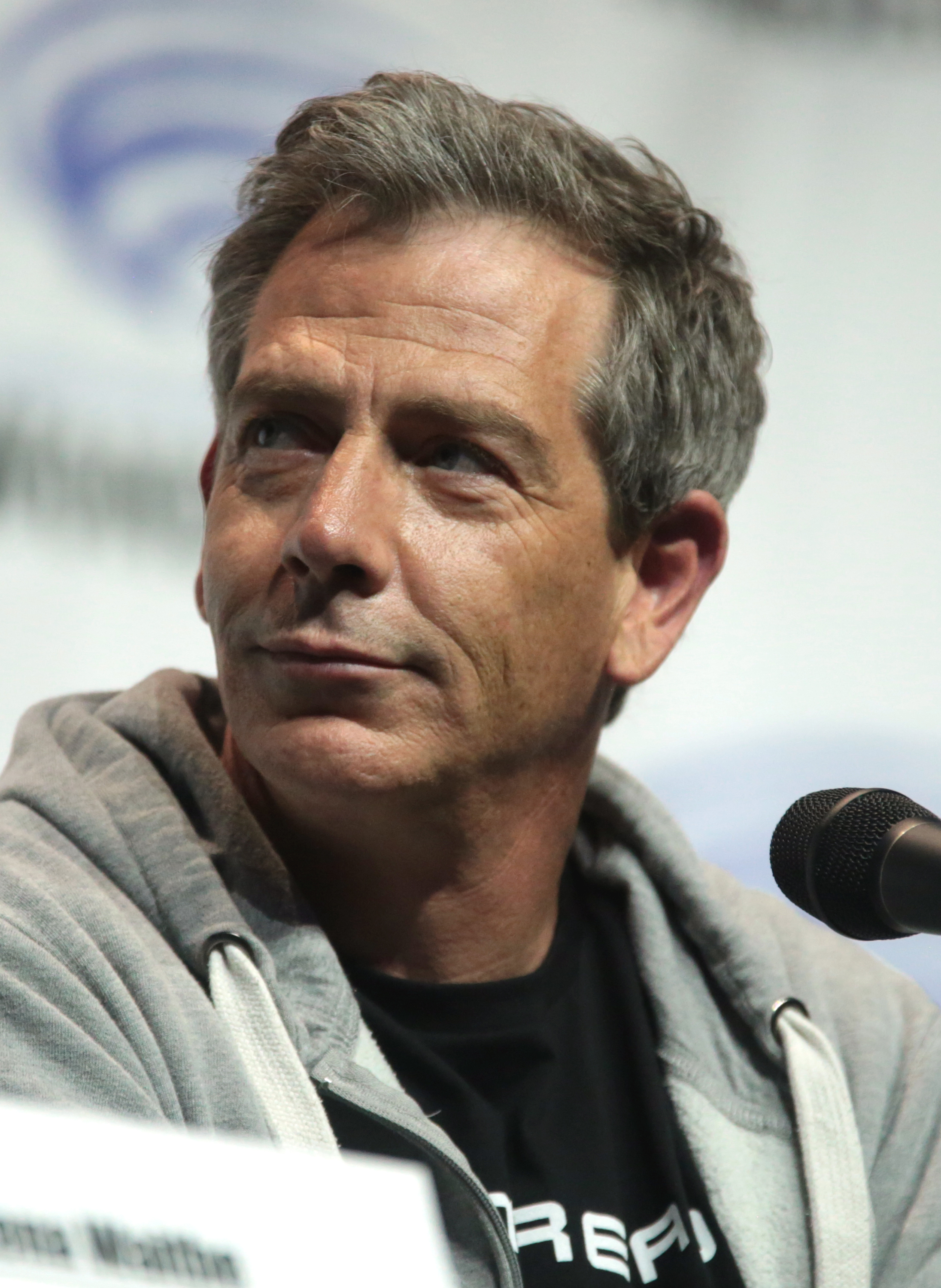
Ben Mendelsohn, 2018
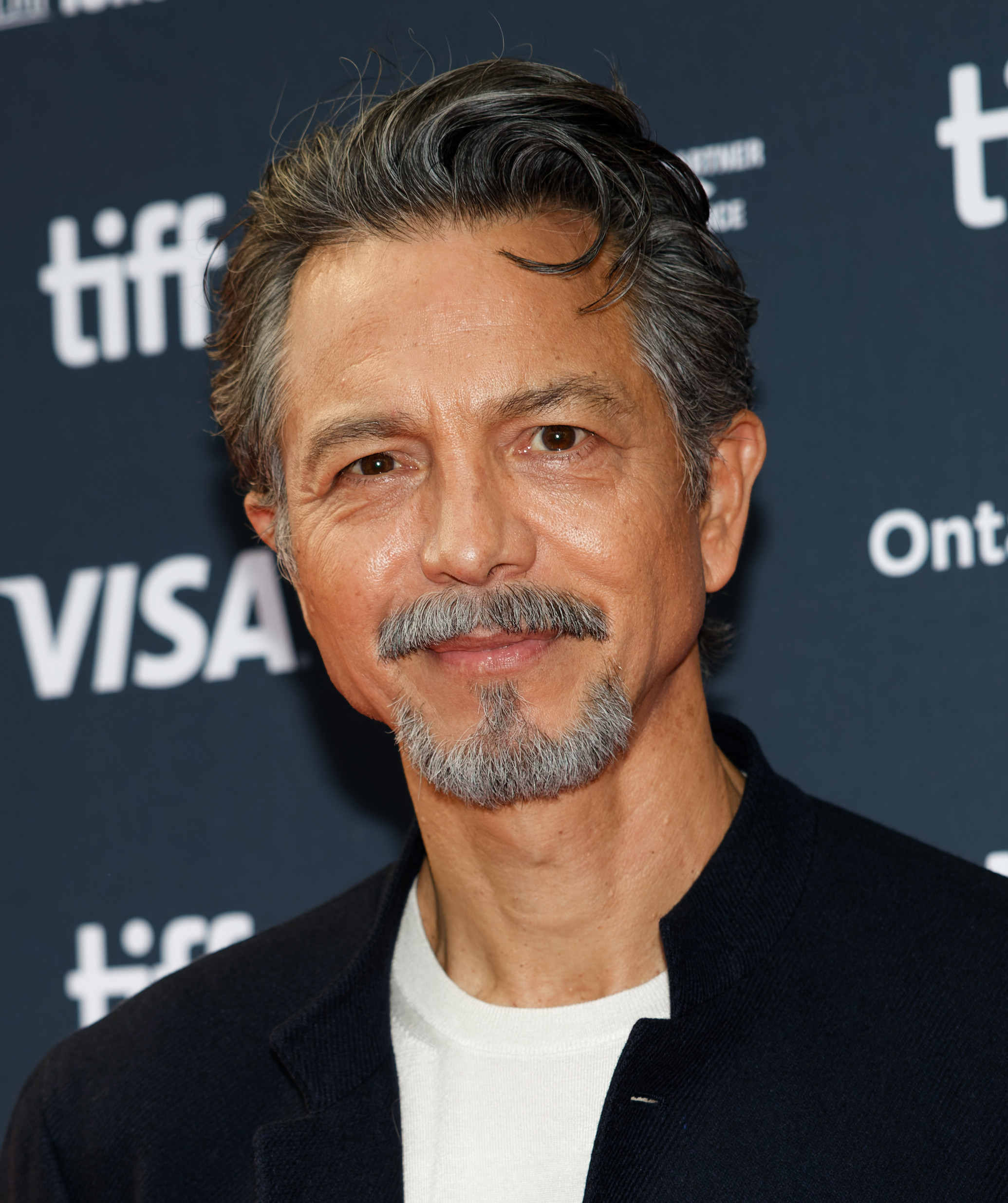
Benjamin Bratt, 2024
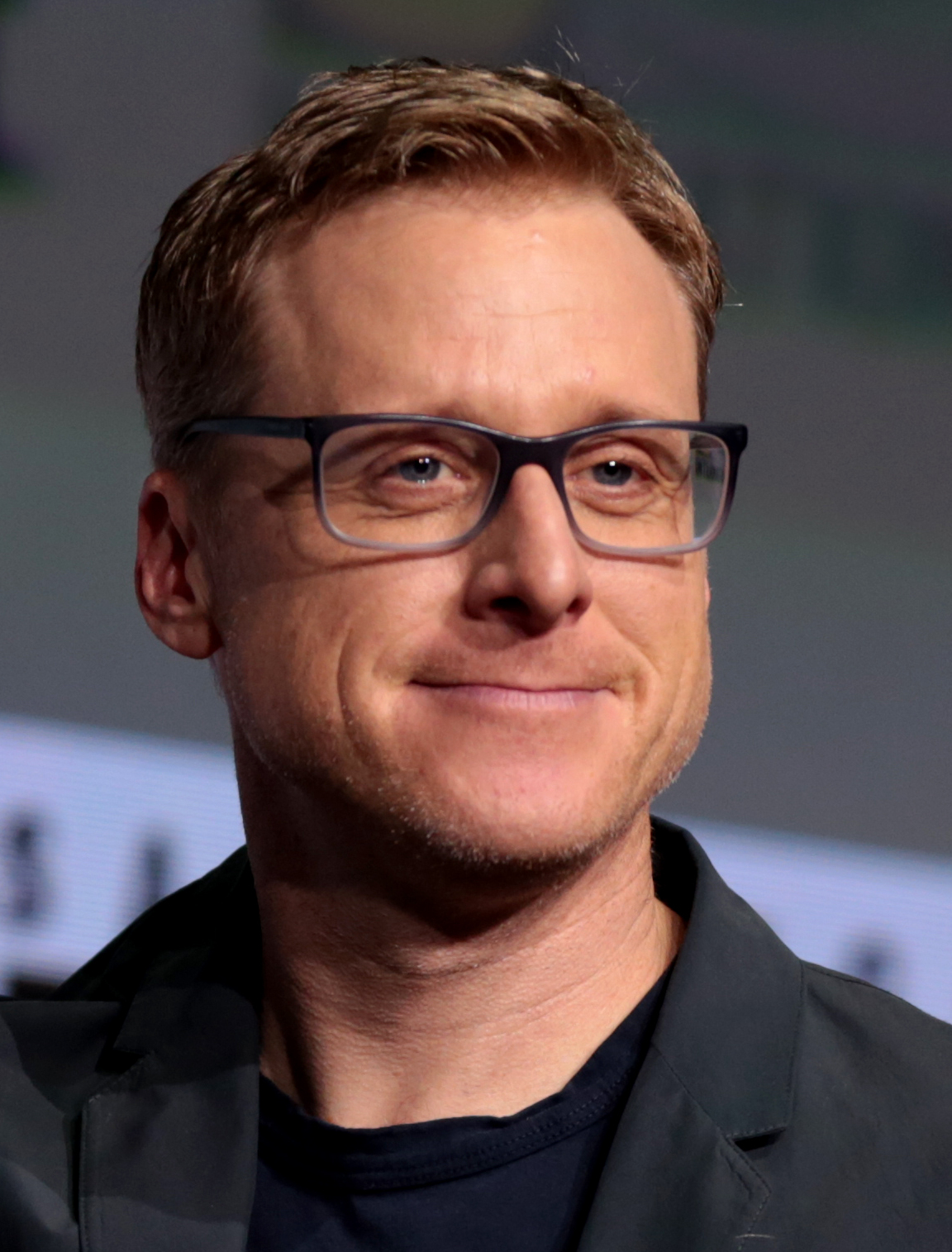
Alan Tudyk, 2017

## Gastdarsteller
| Rollenname                             | Schauspieler                       | Gastrolle (Episoden)                               | Synchronsprecher     |
| Bewohner von Ferrix                    | Bewohner von Ferrix                | Bewohner von Ferrix                                | Bewohner von Ferrix  |
| -------------------------------------- | ---------------------------------- | -------------------------------------------------- | -------------------- |
| B2EMO                                  | Dave Chapman (Stimme)              | 1.01–1.03, 1.07–1.08, 1.11–2.03, 2.12              | Otto Strecker        |
| Salman Paak                            | Abhin Galeya                       | 1.01–1.03, 1.08, 1.12                              | Georgios Tzitzikos   |
| Nurchi                                 | Raymond Anum                       | 1.01–1.02, 1.08, 1.12                              | Kaze Uzumaki         |
| Pegla                                  | Kieran O’Brien                     | 1.01–1.02, 1.12                                    | Matthias Klages      |
| Rashi                                  | Victor Perez                       | 1.01, 1.03, 1.11–1.12                              | Dirk Talaga          |
| Vetch                                  | Ian Whyte                          | 1.01                                               | Matthias Friedrich   |
| Xanwan „Xan“                           | Zubin Varla                        | 1.02–1.03, 1.11–1.12                               | Samuel Zekarias      |
| Willi                                  | Ron Cook                           | 1.02–1.03                                          | Freimut Götsch       |
| Amboss-Schläger („Time Grappler“)      | Neil Bell                          | 1.02, 1.11–1.12                                    | – 2                  |
| Granik                                 | Kiran Shah                         | 1.02                                               | – 1                  |
| Jezzi                                  | Pamela Nomvete                     | 1.10–1.12                                          | Elisa Bannat         |
| Doktor Mullmoy                         | Matt Dunkley                       | 1.10, 1.12                                         | – 2                  |
| Tenek                                  | Gavin Spokes                       | 1.12                                               | Matthias Friedrich   |
| Preox-Morlana                          |                                    |                                                    |                      |
| Pre-Mor-Offiziere                      | Alex Austin                        | 1.01–1.02                                          | Alex Friedland       |
| Pre-Mor-Offiziere                      | Abraham Popoola                    | 1.02–1.03                                          | Björn Schalla        |
| Pre-Mor-Offizier Kravas Drezzer        | Lee Boardman                       | 1.01                                               | Thomas Schmuckert    |
| Pre-Mor-Offizier Verlo Skiff           | Stephen Wight                      | 1.01                                               | Patrick Giese        |
| Angehörige des Galaktischen Imperiums  |                                    |                                                    |                      |
| ISB-Supervisor Blevin                  | Ben Bailey Smith                   | 1.04–1.07, 1.12                                    | Timo Weisschnur      |
| Exmar Kloris                           | Lee Ross                           | 1.04–1.05, 1.07, 1.09, 1.12, 2.06, 2.09            | Christian Holdt      |
| ISB-Supervisor Lagret                  | Michael Jenn                       | 1.04, 1.06–1.10, 1.12, 2.04, 2.06, 2.09–2.10, 2.12 | Jens-Uwe Bogadtke    |
| ISB-Supervisorin Grandi                | Lucy Russell                       | 1.04, 1.06–1.07, 1.12                              | Maria Sumner         |
| Kommunikationsoffizier Corporal Kimzi  | Nick Blood                         | 1.05–1.06                                          | Dennis Herrmann      |
| Captain Vanis Tigo                     | Wilf Scolding                      | 1.05, 1.08–1.09, 1.11–1.12                         | Sebastian Kaufmane   |
| Colonel Soden Petigar                  | Richard Katz                       | 1.06                                               | Stefan Staudinger    |
| Roboda Beehaz                          | Michelle Duncan                    | 1.06                                               | Heike Beeck          |
| Leonart Beehaz                         | Alfie Todd                         | 1.06                                               | Bela Baum            |
| ISB-Colonel Wullf Yularen              | Malcolm Sinclair                   | 1.07–1.08                                          | Erich Räuker         |
| Flob                                   | Alex Blake                         | 1.07–1.08                                          | Oliver Siebeck       |
| ISB-Attendant Felzonis                 | Ragevan Vasan                      | 1.07, 2.09                                         | Bastian von Bömches  |
| KX-Sicherheitsdroide                   | Aidan Cook                         | 1.07                                               | Matthias Friedrich   |
| Küstentruppler                         | Sam Witwer (Stimme)                | 1.07                                               | Gedeon Burkhard      |
| Richterin                              | Beatie Edney                       | 1.07                                               | Maria Sumner         |
| Staatsanwalt                           | Glyn Pritchard                     | 1.07                                               | Michael Tietz        |
| ISB-Attendant Corv                     | Noof Ousellam                      | 1.08–1.12                                          | Florens Schmidt      |
| Gefängnis-Kommandant / „Stimme Gottes“ | Martin Ware                        | 1.08–1.10                                          | Sascha Krüger        |
| Lieutenant Merzin Keysax               | Nick Moss                          | 1.08–1.09, 1.11–1.12                               | Ulrich Blöcher       |
| Doktor Gorst                           | Joshua James                       | 1.08–1.09, 2.01, 2.04, 2.06                        | Tobias Diakow        |
| Senator Dhow                           | Hugh Sachs                         | 1.08                                               | Sascha Krüger        |
| Captain Elk                            | Roger Barclay                      | 1.11                                               | Viktor Neumann       |
| Offizier                               | Tom Bonington                      | 2.01                                               | Torsten Sense        |
| Admiral Daysar                         | David Westhead                     | 2.01                                               |                      |
| Lieutenant Krole                       | Alex Waldmann                      | 2.02–2.03                                          | Nic Romm             |
| Attendant Grymish                      | Kurt Egyiawan                      | 2.05, 2.07–2.08                                    | Bastian Sierich      |
| Sergeant Bloy                          | Tomi May                           | 2.07–2.08                                          | Sascha Krüger        |
| Beska                                  | Ana Ularu                          | 2.09                                               | Nina Machalz         |
| ISB-Attendant Joydali                  | Jonathan Oldfield                  | 2.10–2.11                                          | Patrick Keller       |
| Lepori                                 | Caoilfhionn Dunne                  | 2.10–2.11                                          |                      |
| Sergeant Gharial                       | Andrew Brooke                      | 2.11–2.12                                          | Peter Sura           |
| Sergeant Benzi                         | Louis Martin                       | 2.11–2.12                                          | Sebastian Borucki    |
| Chandrilaner                           |                                    |                                                    |                      |
| Leida Mothma                           | Bronte Carmichael                  | 1.05, 1.07–1.09, 1.11–2.03                         | Yamuna Kemmerling    |
| Runai Sculdun                          | Rosalind Halstead                  | 1.12–2.03, 2.06, 2.12                              |                      |
| Stakun Sculdun                         | Finley Glasgow                     | 1.12–2.03                                          |                      |
| Erskin Semaj                           | Pierro Niel-Mee                    | 2.01–2.04, 2.06–2.07, 2.09                         | Jeremias Koschorz    |
| Onkel Sordo                            | Jonathan Coy                       | 2.01–2.03                                          | Thomas Kästner       |
| Tante Squidna                          | Suzanne Bertish                    | 2.01–2.03                                          | Sabine Walkenbach    |
| Mishko                                 | Mia Soteriou                       | 2.05–2.06                                          | Harriet Kracht       |
| Narkina 5                              |                                    |                                                    |                      |
| Ulaf                                   | Christopher Fairbank               | 1.08–1.10                                          | Lutz Mackensy        |
| Ham                                    | Clemens Schick                     | 1.08–1.10                                          | Clemens Schick       |
| Jemboc                                 | Brian Bovell                       | 1.08–1.10                                          | Dirk Bublies         |
| Xaul                                   | Josef Davies                       | 1.08–1.10                                          | Tobias Nath          |
| Taga                                   | Tom Reed                           | 1.08–1.10                                          | Lasse Dreyer         |
| Birnok                                 | Rasaq Kukoyi                       | 1.08–1.10                                          | Rezân Cheikhamous    |
| Zinska                                 | Mensah Bediako                     | 1.08–1.10                                          | Rüdiger Kluck        |
| Doktor Rhasiv                          | Adrian Rawlins                     | 1.09–1.10                                          | Stephan Rabow        |
| Dewi Pamular                           | Matt Lyons, Mike Quinn (Stimme)    | 1.11                                               | Reinhard Scheunemann |
| Freedi Pamular                         | Liam Cook, Damien Farrell (Stimme) | 1.11                                               | – 1                  |
| Gerreras Partisanen                    |                                    |                                                    |                      |
| Benthic „Two Tubes“                    | Aidan Cook                         | 1.08, 1.11, 2.04–2.05                              | – 1                  |
| Moroff                                 | Ian Whyte                          | 1.08, 1.11, 2.04–2.05                              | – 2                  |
| Leevan Tenza                           | Dilu Miah                          | 1.08, 2.04–2.05                                    | – 2                  |
| Kullbee Sperado                        | Robert Nairne                      | 1.08, 2.04–2.05                                    | – 2                  |
| Pluti                                  | Marc Rissmann                      | 2.04–2.05                                          | Marco Wittorf        |
| Edrio „Two Tubes“                      | Paul Kasey                         | 2.04–2.05                                          | – 2                  |
| Bewohner von Mina-Rau                  |                                    |                                                    |                      |
| Talia                                  | Claire Brown                       | 2.01–2.03, 2.12                                    | Agnes Hilpert        |
| Beela                                  | Laura Marcus                       | 2.01–2.03                                          |                      |
| Kellen                                 | Ryan Pope                          | 2.02–2.03                                          | Nils Nelleßen        |
| Ghorman-Front und Ghormaner            |                                    |                                                    |                      |
| Dreena                                 | Ella Pellegrini                    | 2.04–2.09, 2.11–2.12                               | Carolin Brunk        |
| Enza Rylanz                            | Anaïs Lawson                       | 2.04–2.08                                          | Birte Baumgardt      |
| Samm                                   | Abraham Wapler                     | 2.04–2.08                                          | Alex Friedland       |
| Dilan                                  | Théo Costa-Marini                  | 2.04–2.08                                          | Roland Wolf          |
| Senator Dasi Oran                      | Raphael Roger Levy                 | 2.04, 2.07, 2.09                                   | Kevin Kraus          |
| Thela                                  | Stefan Crepon                      | 2.05, 2.07–2.08                                    | Sebastian Kluckert   |
| Rebellenallianz                        |                                    |                                                    |                      |
| Machtheilerin                          | Josie Walker                       | 2.07, 2.12                                         | Magdalena Helmig     |
| Senator Nower Jebel                    | Jonathan Aris                      | 2.12                                               | Gerrit Hamann        |
| Senatorin Tynnra Pamlo                 | Sharon Duncan-Brewster             | 2.12                                               | Sanam Afrashteh      |
| Admiral Raddus                         | James Henri-Thomas                 | 2.12                                               | Jan-Marten Block     |
| Tenzigo Weems                          | Eric MacLennan                     | 2.12                                               | Johannes Berenz      |
| Pao                                    | Derek Arnold                       | 2.12                                               | – 1                  |
| Weitere                                |                                    |                                                    |                      |
| Kerri (Rückblick als Kind)             | Belle Swarc                        | 1.01–1.02, 2.12                                    | – 2                  |
| Dhani-Häuptling                        | David Hayman                       | 1.06                                               | – 1                  |
| Doktor Quadpaw                         | Aidan Cook                         | 1.06                                               | Harald Effenberg     |
| Niya                                   | Rachelle Diedericks                | 2.01                                               | Imaya Ugwonno        |
| Bon                                    | Elliott Rennie                     | 2.05                                               | – 2                  |
| Senatorin Erveen                       | Jane Bertish                       | 2.09                                               | Heike Schroetter     |
| Senator Karloo                         | Nicholas Blane                     | 2.09                                               |                      |
| Tinch                                  | Juliet Cowan                       | 2.10                                               |                      |
| Doktor Braider                         | Pandora Collin                     | 2.10                                               |                      |
| Doktor Recklaw                         | Timothy Bentinck                   | 2.11                                               |                      |